# ビスケーン国立公園

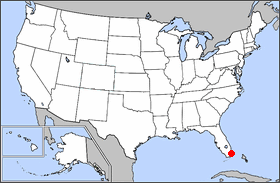
公園の位置

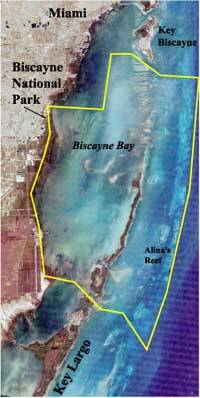
衛星写真上に示された公園の境界線

ビスケーン国立公園、（ビスケーンこくりつこうえん、Biscayne National Park）は、アメリカ合衆国フロリダ州南部、ホームステッドの真東に位置する国立公園である。公園はビスケーン湾を保護しており、ここは米国屈指のスキューバ・ダイビングスポットである。公園の95%は水域である。加えて、湾岸には広大なマングローブ林が広がっている。公園の広さは、207 平方マイル（700 平方キロメートル）である。公園を訪れる人は、年間608,836人（2006年）にのぼる。
公園内最大の島エリオット・キー（Elliott Key）は、サンゴ礁から形成された真のフロリダ・キーズ（フロリダ礁島群）の最初のものと考えられている。公園内のずっと北の島々は、サンゴと砂から島になる過渡期にある。

## 歴史
1968年10月18日にビスケーン国定史跡（Biscayne National Monument）として設立され、1980年6月28日に国立公園となった。

## アトラクション
主なアトラクションは、湾内のサンゴ礁でのスキューバ・ダイビングやシュノーケリングである。グラスボートツアーに参加したり、カヤックを借りて湾と島々（フロリダ・キーズ）を見て回ることもできる。歴史的価値のあるスティルツヴィル（Stiltsville）の家に入ることは、現在一般の訪問者には禁じられているが、建物はボートから見ることができる。

## ギャラリー

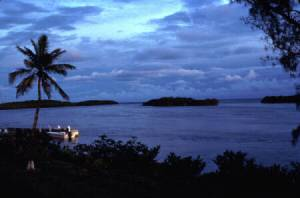
公園のほとんどは水域である